# 普遍管辖权
普遍管辖权（Universal jurisdiction）或普遍性原则是国际法“原则”之一。根据这一原则，无论被控犯罪之人的国籍、居住国或与起诉国关系如何，即使该罪行是在起诉国领土之外犯下的，该国也可以对该人行使刑事管辖权。由于所犯罪行被认为是危害全人类的，并且罪行极为严重，不容有管辖权投机，因此任何国家都有权对其加以惩罚。某些国际规范具有普遍性，这一观点与普遍管辖权概念以及强行法概念密切相关，整个国际社会都负有义务，某些国际法义务是所有国家都必须承担而且不受条约调整的。
随着1993年比利时颁布《万国管辖权法》，这一概念受到极大重视。2002年国际刑事法院的创立减少了制定普遍管辖法的预期需求，但国际刑事法院无权审理2002年以前犯下的罪行。
一国所维护的普遍管辖权还必须与国际刑事法庭的管辖权区分开来，包括设立于2002年的国际刑事法院、卢旺达国际刑事法庭（1994年）和前南斯拉夫国际刑事法庭（1993年）或纽伦堡审判（1945-1949年）等。在这些情况下，刑事管辖是由一个国际组织来行使，而不是由某个国家行使的。国际法庭的法律管辖权來自设立法庭的国家赋予它的权利。
1960年5月11日，以色列情報特務局自阿根廷綁架前黨衛軍中校阿道夫·艾希曼出境並公開受審，而引發國家主權與司法管轄權的爭議，6月23日，經聯合國安理會第 138 號決議 (S/4349) 以 8:0（2票棄權）通過艾氏罪行應受懲，惟以國應依聯合國憲章與國際法規則向阿國賠償。8月3日，兩國發表聯合聲明，以國向阿國為其入境拘捕行動致歉後，德國與阿根廷皆未主張管轄權；翌年，以國以15項公法罪名起訴；艾氏皆以相同的「奉命行事」理由辯護並上訴，經再審維持原判，1962年5月31日伏法。國際人權觀察組織執行長肯尼思‧羅斯援此為普遍管轄權具體實踐案例，並引證1949 年《日內瓦公約》和1984 年《聯合國禁止酷刑公約》等條約要求各簽署國通過於其國內法導入普遍管轄權法理的條款，明示國際社會的廣泛接受。美國前國務卿季辛吉則顧慮，由於任何國家皆可設立普遍管轄權法庭，此原則可能迅將退化成為政治驅動的作秀公審，試圖以建立準司法機構的途徑來給其敵人或反對者烙印標籤。

## 延伸资料
- Archibugi, Daniele, Pease, Alice. Crime and Global Justice. The Dynamics of International Punishment （页面存档备份，存于）, Polity Press, 2018, ISBN 978-1-50951-262-1.
- Köchler, Hans, Global Justice or Global Revenge? International Criminal Justice at the Crossroads (2003)
- Reydams, Luc. . Oxford University Press. 2004. ISBN 0-19-927426-6.
- Lyal S. Sunga, The Emerging System of International Criminal Law: Developments in Codification and Implementation. Kluwer, 1997, 508 pp. ISBN 90-411-0472-0
- Lyal S. Sunga, Individual Responsibility in International Law for Serious Human Rights Violations. Nijhoff, 1992, 252 pp. ISBN 0-7923-1453-0
- Jerusalem Center for Public Affairs （页面存档备份，存于） Diane Morrison and Justus Reid Weiner Curbing the Manipulation of Universal Jurisdiction

## 外部連結
- Macedo, Stephen (project chair and editor). The Princeton principles on Universal Jurisdiction （页面存档备份，存于）, The Princeton Project on Universal Jurisdiction, Princeton University, 2001, ISBN 0-9711859-0-5
- Legal Remedies for Victims of "International Crimes": Fostering an EU Approach To Extraterritorial Jurisdiction The Redress Trust and the International Federation of Human Rights, March 2004
- Kissinger, Henry,  The Pitfalls of Universal Jurisdiction: Risking Judicial Tyranny （页面存档备份，存于） –, Foreign Affairs, July/August 2001.
- The AU-EU Expert Report on the Principle of Universal Jurisdiction （页面存档备份，存于）, 16 April 2009.